# بابلو كارينو
بابلو كارينو بوستا (بالإسبانية: Pablo Carreño Busta) (مواليد 12 يوليو 1991) هو لاعب تنس إسباني محترف.يحتل حاليا التصنيف 11 عالميا، علما ان تصنيفه الاعلى هو العاشر عالميا والذي حققه في 11 سبتمبر 2017. في الزوجي كان تصنيفه الاعلى 16 عالميا في 17 يوليو 2017. وصل بوستا إلى الدور نصف النهائي مرتين في بطولات الجراند سلام وذلك في بطولة أمريكا المفتوحة عامي 2017 و 2020, إضافة إلى ربع نهائي فرنسا المفتوحة مرتين عامي 2017 و 2020. 

## روابط خارجية
- بابلو كارينو على موقع IMDb (الإنجليزية)
- بابلو كارينو على موقع رابطة محترفي التنس (الإنجليزية)
- بابلو كارينو على موقع الاتحاد الدولي لكرة المضرب (الإنجليزية)
- بابلو كارينو على موقع كأس ديفيز (الإنجليزية)
- بابلو كارينو على موقع بطولة ويمبلدون (الإنجليزية)
- بابلو كارينو على موقع خلاصة التنس.كوم (الإنجليزية)
- بابلو كارينو على موقع اللجنة الأولمبية الدولية (الإنجليزية)
- بابلو كارينو على موقع أوليمبيديا (الإنجليزية)
- بابلو كارينو على موقع AS.com (الإسبانية)